# Loading Instruction Report
Il Loading Istruction Report, (comunemente chiamato LIR tra gli operatori di rampa o anche pre-loading), è un documento che riporta l'insieme delle istruzioni per il carico di un aeromobile. Indica in quali stive (o compartimenti) bisogna introdurre il carico e quale tipo di carico, se merce, posta o bagagli.
Il LIR è un documento particolarmente importante, in quanto contiene le istruzioni di carico che consentono di avere un aeromobile bilanciato e quindi in sicurezza.
Il LIR viene consegnato dall'agente di rampa al capo squadra sottobordo e, se correttamente rispettato, ne verrà poi ricavato il loadsheet, ovvero il documento di carico (merce, posta, bagagli, passeggeri e carburante) da consegnare al comandante affinché egli possa impostare l'aeromobile in base ai valori riportati sul Loadsheet.